# Entex Adventure Vision
Entex Adventure Vision是由Entex Industries於1982年發售的掌上遊戲機，自設顯示器並以卡帶作為媒體。它的前代是於1981年發售的Entex Select-A-Game。

## 簡介
主機由2組共8個按鈕及1支控制杆所控制，可以分別給左撇子及右撇子玩家使用。而卡帶則安裝在控制杆的前方。此外，卡帶亦可以放置在主機頂端的空間內。
主機的顯示器並非使用液晶顯示器或接駁至外部顯示器。相反，它使用發光二極管及旋轉鏡系統，從而形成150×40像素的螢幕。而相同的技術亦使用在1990年代的遊戲機，任天堂的Virtual Boy。

## 遊戲列表
Adventure Vision的遊戲比Select-A-Game更少，只有4款遊戲。
- Defender（保衛者）
- Super Cobra（超級眼睛蛇）
- Turtles（烏龜）
- Space Force（太空保衛隊）[2][3]